# Kastell Flămânda

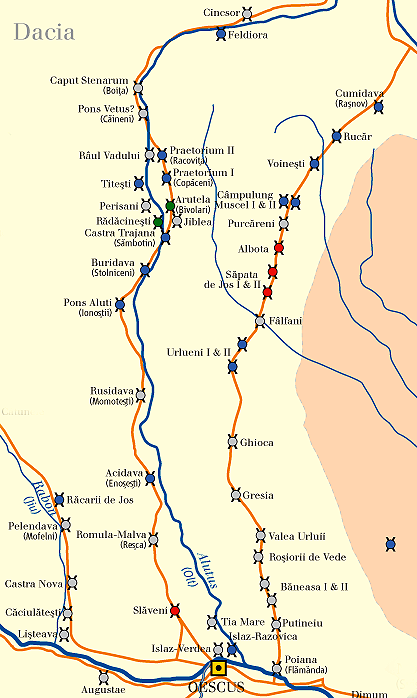
Kastell Flămânda (unten rechts) im Verlauf des Limes Transalutanus

Das Kastell Flămânda (auch: Kastell Poiana oder Kastell Ciuperceni) ist ein römisches Auxiliarkastell auf dem Gebiet des in der Gemeinde Ciuperceni liegenden Dorfes Poiana im rumänischen Kreis Teleorman in der Region Muntenien. In antiker Zeit war es Bestandteil des Dakischen Limes, konkret des Abschnittes Limes Transalutanus (Transalutanischer Limes; Limes jenseits des Olt). Administrativ hätte es möglicherweise schon zur Provinz Dacia inferior gehört, später gehörte es dann zur Provinz Dacia Malvensis.

## Lage und Forschungsgeschichte
Das heutige Bodendenkmal liegt in einem Waldstück unmittelbar am Nordufer der Donau, gut zwei Kilometer östlich des Dorfes Poiana (dessen früherer Name Flămânda lautete) und knapp drei Kilometer südsüdwestlich der Gemeinde Traian in der Flur La culă. Durch Hochwasser der Donau wurden seine südlichen Bereiche weggeschwemmt, im nördlichen und westlichen Teil sind aber noch im dicht bewaldeten Gelände die Umrisse eines Vierecks wahrnehmbar. Es ist das südlichste Kastell des Limes Transalutanus (Transalutanischer Limes; Limes jenseits des Olt) genannten Limesabschnittes in Rumänien. Administrativ hätte es zur Provinz Dacia inferior und später, falls es so lange existiert haben sollte, zur Dacia Malvensis gehört.
Erste archäologische Sondierungen erfolgten 1971, systematische Ausgrabungen in den Jahren von 1977 bis 1979, in beiden Fällen unter der Leitung der rumänischen Archäologin Ioana Bogdan Cataniciu.

## Archäologische Befunde

### Kastell Flămânda
Das Kastell Flămânda war ein Holz-Erde-Lager mit einem rechteckigen, annähernd quadratischen Grundriss von 350 m mal 390 m, was 13,65 Hektar entspricht, von denen bei dem heutigen Bodendenkmal aber nur noch knapp 7,8 Hektar erhalten sind. Umgeben war das Lager von einer acht Meter bis 20 m mächtigen und einer einen bis anderthalb Meter hohen Holz-Erde-Mauer, vor der als Annäherungshindernis ein einfacher, fünf bis 15 Meter breiter und bis zu einer Tiefe von 1,50 m bis 1,90 m erhaltener Graben verlief. Die Chronologie des Kastells blieb ungeklärt, allerdings konnte festgestellt werden, dass der transalutanische Verteidigungswall wohl die östliche Begrenzung des Lagers gebildet hatte. Unter dem Fundmaterial befand sich ein Ziegelstempel der Legio XIII Gemina, der dafür sprechen könnte, dass eine Vexillation dieser Legion dort stationiert war. Auch der Stempel einer COH I[--] wurde geborgen.

### Zweites Kastell und Flottenbasis?
Eugen S. Teodor erwähnt in seinem Werk The Invisible Giant: Limes Transalutanus. An overview south of Argeş River (2015) ein zweites Kastell und bezieht sich dabei auf eine Zeitzeugenaussage aus der Mitte des 19. Jahrhunderts von dem rumänischen Politiker, Historiker und Linguisten August Treboniu Laurian (1810–1881). Dieses zweite Kastell soll deutlich kleiner gewesen sein und sich ein paar hundert Meter westlich des Vexillationslagers befunden haben. Es gibt keinen archäologischen Nachweis, das Gelände wurde vermutlich von den Donaufluten weggeschwemmt. Teodor geht davon aus, dass es sich bei diesem Platz um eine Basis der Classis Flavia Moesica (Flavische Flotte Moesiens) gehandelt haben könnte, die in Noviodunum ad Istrum ihr Hauptquartier hatte und in der Zeit der trajanischen Kriege die kämpfende Truppe logistisch versorgte. Ob diese Funktion der Flottenbasis bis ins dritte Jahrhundert hinein oder in dieser späteren Zeit wieder bestand, lässt Teodor offen, schließt es aber wegen des notwendigen Nachschubs für die am Limes Transalutanus stationierten Einheiten auch nicht aus.

### Limesverlauf bis zum Kastell Putineiu
Vom Kastell Flămânda ausgehend zieht der Limes Transalutanus, teilweise im Gelände sichtbar, in strikt nördlicher Richtung verlaufend auf das nächste Kastell Putineiu zu, von dem es rund 18 Kilometer Luftlinie entfernt ist. Parallel verlief die Calea lui Traian (Trajanstraße). Der Verlauf von Wall und Straße kann durch einige Hügel auf dem Wall oder bis zu 15 Meter westlich dahinter, die als Orientierungspunkte gedient haben könnten, sowie durch Fundstellen, die als Wachtürme angesprochen werden können, nachvollzogen werden. Durch jahrhundertelanges Überpflügen sind der Wall und die Hügel heute natürlich stark verflacht bis völlig verschwunden und nur noch abschnittsweise wahrnehmbar.
| Nr.           | Name/Ort                         | Beschreibung/Zustand |
| A/IX/47       | Kastell Flămânda                 | siehe oben |
| RAN 151718.03 | Wallabschnitt Poiana             | Der Wall liegt östlich der Stadt Poiana und erstreckt sich vom Donauufer bis auf das Gebiet der Gemeinde Traian. |
| RAN 154745.06 | Wachturm Traian-Cula Nord        | Rund 90 m westlich des Walls. Es wurden noch Fragmente römischer Ziegel gefunden. Inzwischen ist die Turmstelle zerstört.                                                                                            |
| RAN 154745.04 | Wallabschnitt Valul de la Traian | Der Wall liegt nordwestlich von Traian, das südliche Ende befindet sich rund 700 m nördlich der Straße Drum național 51A und das nördliche Ende etwa 1,8 km südlich der Drum național 52, westlich des Suroaia-Tals. |
| RAN 152680.14 | Wallabschnitt Dracea             | Der Wall liegt annähernd fünf Kilometer westlich der Gemeinde Dracea. |
| RAN 153838.13 | Wachturm Putineiu-Totiţa         | Bodendenkmal südlich von Putineiu, auf einer Terrasse nördlich des Valea Totiţa (Totiţa-Tals), südöstlich des zweiten Wachturms von Totiţa.                                                                          |
| RAN 153838.12 | Wachturm Putineiu-Totiţa         | Das Bodendenkmal liegt südlich der Gemeinde Putineiu, auf einer Terrasse nördlich des Valea Totiţa. |
| A/IX/48       | Kastell Putineiu                 | siehe Hauptartikel Kastell Putineiu |

| Nr. | Position               | Abstand | Koordinaten                        | Topographischer Kontext                      | Resthöhe |
| 1   | nördlich des Kastells  | 41 m    | 43° 44′ 50,49″ N, 24° 59′ 1,63″ O  | unmittelbar nördlich vor Kastell Flămânda    | 1,2 m    |
| 2   | Traian Süd             | 1239 m  | 43° 44′ 46,7″ N, 24° 58′ 43,6″ O   | T-förmige Straßenkreuzung                    | 1,2 m    |
| 3   | Lacu Porcului          | 1355 m  | 43° 46′ 32,87″ N, 24° 58′ 25,99″ O | am nördlichen Ende des Moores                | ?        |
| 4   | Traian Nord            | 880 m   | 43° 45′ 56,2″ N, 24° 58′ 14,94″ O  | oben auf einer Geländeterrasse               | 1,4 m    |
| 5   | Ciuperceni             | 1718 m  | 43° 46′ 50,6″ N, 24° 57′ 58,72″ O  | am Südufer des Cula-Tales                    | 1,5 m    |
| 6   | Suroaia                | 1898 m  | 43° 47′ 51,8″ N, 24° 57′ 47,75″ O  | am Nordufer des Cula-Tales                   | 0,9 m    |
| 7   | nördlich der DN 52     | 2463 m  | 43° 49′ 11,29″ N, 24° 57′ 38,23″ O | 1632 m nördlich der DN 52                    | 0,7 m    |
| 8   | nördlich der DN 52     | 1236 m  | 43° 49′ 51,25″ N, 24° 57′ 34,7″ O  | auf einem Plateau, 2,8 km nördlich der DN 52 | 0,9 m    |
| 9   | Valea lui Mihăilă Süd  | 1236 m  | 43° 50′ 43,06″ N, 24° 57′ 42,83″ O | am Südufer des Mihăilă-Tales                 | 0,9 m    |
| 10  | Valea lui Mihăilă Nord | 1312 m  | 43° 51′ 27,53″ N, 24° 57′ 58,98″ O | nördlich des Mihăilă-Tales                   | 0,4 m    |
| 11  | Totiţa Nord            | 2237 m  | 43° 52′ 36,17″ N, 24° 58′ 11,62″ O | nördlich des Totiţa-Tales                    | 0,1 m    |
| 12  | südlich von Putineiu   | 1663 m  | 43° 53′ 29,76″ N, 24° 57′ 56,06″ O | unsicher                                     | ?        |

## Fundverbleib und Denkmalschutz
Die Aufbewahrung und Präsentation der Funde erfolgt im Institutul de Arheologie „Vasile Pârvan“ in Bukarest.
Die archäologischen Stätten sind nach dem 2001 verabschiedeten Gesetz Nr. 422/2001 als historische Denkmale unter Schutz gestellt. Das Kastellgelände ist mit dem LMI-Code TR-I-s-B-14218 in der nationalen Liste der historischen Monumente (Lista Monumentelor Istorice) eingetragen. Der entsprechende RAN-Code lautet 154745.08. Zuständig ist das Ministerium für Kultur und nationales Erbe (Ministerul Culturii și Patrimoniului Național), insbesondere das Generaldirektorat für nationales Kulturerbe, die Abteilung für bildende Kunst sowie die Nationale Kommission für historische Denkmäler sowie weitere, dem Ministerium untergeordnete Institutionen. Ungenehmigte Ausgrabungen sowie die Ausfuhr von antiken Gegenständen sind in Rumänien verboten.